# Teilebibliothek
Digitale Teilebibliotheken sind umfangreiche Sammlungen von Komponenten, die in Unternehmen verwendet werden. Vor allem in Konstruktionsabteilungen werden Teilebibliotheken häufig zusammen mit CAD-Systemen verwendet. Digitale Teilebibliotheken ersetzen zunehmend gedruckte Produktkataloge und werden zur Verwaltung  (Teilemanagement) von Konstruktionsteilen und konstruktionsrelevanten Daten eingesetzt. 
Zu konstruktionsrelevanten Daten zählen unter anderem:
- 3D-CAD-Daten
- 2D-Zeichnungen
- Stücklisten
- Dokumentationen und Spezifikationen
- Normen und Standards
- Lasten- und Pflichtenhefte
- Anforderungslisten und Qualitätsnachweise
- Testergebnisse und Prüfprotokolle
- Produktstrukturinformationen
- Herstellerkataloge und Produktinformationen